# Karcag
Karcag là một thành phố thuộc hạt Jász-Nagykun-Szolnok, Hungary. Thành phố này có diện tích 368,63 km², dân số năm 2010 là 20527 người, mật độ 56 người/km².